# Grammy Awards 2003
Bei der 45. Verleihung des Grammy Awards gewann Neuling Norah Jones die wichtigsten Preise.
Die Preisverleihung fand am 23. Februar 2003 statt und gewertet wurden Veröffentlichungen zwischen dem 1. Oktober 2001 und dem 30. September 2002.

## Hauptkategorien
Single des Jahres (Record of the Year):
- "Don't Know Why" von Norah Jones

Album des Jahres (Album of the Year):
- Come Away With Me von Norah Jones

Song des Jahres (Song of the Year):
- "Don't Know Why" von Norah Jones (Autor: Jesse Harris)

Bester neuer Künstler (Best New Artist):
- Norah Jones

## Arbeit hinter dem Mischpult
Produzent des Jahres, ohne klassische Musik (Producer Of The Year, Non-Classical):
- Arif Mardin

Produzent des Jahres, klassische Musik (Producer Of The Year, Classical):
- Robert Woods

Beste technische Albumproduktion, ohne klassische Musik (Best Engineered Album, Non-Classical):
- Come Away With Me von Norah Jones (Techniker: S. Husky Höskulds, Jay Newland)

Beste technische Albumproduktion, klassische Musik (Best Engineered Album, Classical):
- Vaughan Williams: A Sea Symphony (Sym. No. 1) vom Atlanta Symphony Orchestra & Chorus unter Leitung von Robert Spano (Techniker: Michael J. Bishop)

Beste Remix-Aufnahme, ohne klassische Musik (Best Remixed Recording, Non-Classical):
- Hella Good (Roger Sanchez Remix Main) von No Doubt (Remixer: Roger Sanchez)

## Pop
Beste weibliche Gesangsdarbietung – Pop (Best Female Pop Vocal Performance):
- "Don't Know Why" von Norah Jones

Beste männliche Gesangsdarbietung – Pop (Best Male Pop Vocal Performance):
- "Your Body Is A Wonderland" von John Mayer

Beste Darbietung eines Duos oder einer Gruppe mit Gesang – Pop (Best Pop Performance By A Duo Or Group With Vocals):
- "Hey Baby" von No Doubt

Beste Zusammenarbeit mit Gesang – Pop (Best Pop Collaboration With Vocals):
- "The Game Of Love" von Santana & Michelle Branch

Beste Instrumentaldarbietung – Pop (Best Pop Instrumental Performance):
- "Auld Lang Syne" von B. B. King

Bestes Instrumentalalbum – Pop (Best Pop Instrumental Album):
- "Just Chillin'" von Norman Brown

Bestes Gesangsalbum – Pop (Best Pop Vocal Album):
- Come Away With Me von Norah Jones

## Dance
Beste Dance-Aufnahme (Best Dance Recording):
- "Days Go By" von Dirty Vegas

## Traditioneller Pop
Bestes Gesangsalbum – Traditioneller Pop (Best Traditional Pop Vocal Album):
- Playin' With My Friends: Bennett Sings The Blues von Tony Bennett

## Rock
Beste weibliche Gesangsdarbietung – Rock (Best Female Rock Vocal Performance):
- "Steve McQueen" von Sheryl Crow

Beste männliche Gesangsdarbietung – Rock (Best Male Rock Vocal Performance):
- "The Rising" von Bruce Springsteen

Beste Darbietung eines Duos oder einer Gruppe mit Gesang – Rock (Best Rock Performance By A Duo Or Group With Vocals):
- "In My Place" von Coldplay

Beste Hard-Rock-Darbietung (Best Hard Rock Performance):
- "All My Life" von den Foo Fighters

Beste Metal-Darbietung (Best Metal Performance):
- "Here to Stay" von Korn

Beste Darbietung eines Rockinstrumentals (Best Rock Instrumental Performance):
- "Approaching Pavonis Mons By Balloon" von den Flaming Lips

Bester Rocksong (Best Rock Song):
- "The Rising" von Bruce Springsteen (Autor: Bruce Springsteen)

Bestes Rock-Album (Best Rock Album):
- The Rising von Bruce Springsteen

## Alternative
Bestes Alternative-Album (Best Alternative Music Album):
- A Rush of Blood to the Head von Coldplay

## Rhythm & Blues
Beste weibliche Gesangsdarbietung – R&B (Best Female R&B Vocal Performance):
- "He Think I Don't Know" von Mary J. Blige

Beste männliche Gesangsdarbietung – R&B (Best Male R&B Vocal Performance):
- "U Don't Have To Call" von Usher

Beste Darbietung eines Duos oder einer Gruppe mit Gesang – Pop (Best R&B Performance By A Duo Or Group With Vocals):
- "Love's In Need Of Love Today" von Stevie Wonder & Take 6

Beste Gesangsdarbietung – Traditioneller R&B (Best Traditional R&B Vocal Performance):
- "What's Going On" von Chaka Khan & The Funk Brothers

Beste Urban-/Alternative-Darbietung (Best Urban/Alternative Performance):
- "Little Things" von India.Arie

Bester R&B-Song (Best R&B Song):
- "Love Of My Life (An Ode To Hip Hop)" von Erykah Badu featuring Common (Autoren: Erykah Badu, Madukwu Chinwah, Rashid Lonnie Lynn, Robert Ozuna, James Poyser, Raphael Saadiq, Glen Standridge)

Bestes R&B-Album (Best R&B Album):
- Voyage To India von India.Arie

Bestes zeitgenössisches R&B-Album (Best Contemporary R&B Album):
- Ashanti von Ashanti

## Rap
Beste weibliche Solodarbietung – Rap (Best Female Rap Solo Performance):
- "Scream a.k.a. Itchin'" von Missy Elliott

Beste männliche Solodarbietung – Rap (Best Male Rap Solo Performance):
- "Hot in Herre" von Nelly

Beste Darbietung eines Duos oder einer Gruppe – Rap (Best Rap Performance By A Duo Or Group):
- "The Whole World" von Killer Mike & OutKast

Beste Zusammenarbeit – Rap/Gesang (Best Rap/Sung Collaboration):
- "Dilemma" von Nelly & Kelly Rowland

Bestes Rap-Album (Best Rap Album):
- The Eminem Show von Eminem

## Country
Beste weibliche Gesangsdarbietung – Country (Best Female Country Vocal Performance):
- "Cry" von Faith Hill

Beste männliche Gesangsdarbietung – Country (Best Male Country Vocal Performance):
- "Give My Love To Rose" von Johnny Cash

Beste Countrydarbietung eines Duos oder einer Gruppe (Best Country Performance By A Duo Or Group With Vocal):
- "Long Time Gone" von den Dixie Chicks

Beste Zusammenarbeit mit Gesang – Country (Best Country Collaboration With Vocals):
- "Mendocino County Line" von Willie Nelson & Lee Ann Womack

Bestes Darbietung eines Countryinstrumentals (Best Country Instrumental Performance):
- "Lil' Jack Slade" von den Dixie Chicks

Bester Countrysong (Best Country Song):
- "Where Were You (When The World Stopped Turning)" von Alan Jackson

Bestes Countryalbum (Best Country Album):
- Home von den Dixie Chicks

Bestes Bluegrass-Album (Best Bluegrass Album):
- Lost In The Lonesome Pines von Jim Lauderdale, Ralph Stanley & The Clinch Mountain Boys

## New Age
Bestes New-Age-Album (Best New Age Album):
- Acoustic Garden von Eric Tingstad & Nancy Rumbel

## Jazz
Bestes zeitgenössisches Jazzalbum (Best Contemporary Jazz Album):
- Speaking Of Now von der Pat Metheny Group

Bestes Jazz-Gesangsalbum (Best Jazz Vocal Album):
- Live In Paris von Diana Krall

Bestes Jazz-Instrumentalsolo (Best Jazz Instrumental Solo):
- "My Ship" von Herbie Hancock

Bestes Jazz-Instrumentalalbum, Einzelkünstler oder Gruppe (Best Jazz Instrumental Album, Individual or Group):
- Directions In Music von Herbie Hancock, Michael Brecker & Roy Hargrove

Bestes Album eines Jazz-Großensembles (Best Large Jazz Ensemble Album):
- What Goes Around der Dave Holland Big Band

Bestes Latin-Jazz-Album (Best Latin Jazz Album):
- The Gathering des Caribbean Jazz Projects

## Gospel
Bestes Rock-Gospel-Album (Best Rock Gospel Album):
- Come Together von Third Day

Bestes zeitgenössisches / Pop-Gospelalbum (Best Pop / Contemporary Gospel Album):
- The Eleventh Hour von den Jars Of Clay

Bestes Southern-, Country- oder Bluegrass-Gospelalbum (Best Southern, Country, or Bluegrass Gospel Album):
- We Called Him Mr. Gospel Music: The James Blackwood Tribute Album von The Jordanaires, Larry Ford & The Light Crust Doughboys

Bestes traditionelles Soul-Gospelalbum (Best Traditional Soul Gospel Album):
- Higher Ground von den The Blind Boys of Alabama

Bestes zeitgenössisches Soul-Gospelalbum (Best Contemporary Soul Gospel Album):
- Sidebars von Eartha

Bestes Gospelchor-Album (Best Gospel Choir Or Chorus Album):
- Be Glad des Brooklyn Tabernacle Choir unter Leitung von Carol Cymbala

## Latin
Bestes Latin-Pop-Album (Best Latin Pop Album):
- Caraluna von den Bacilos

Bestes Latin-Rock-/Alternative-Album (Best Latin Rock / Alternative Album):
- Revolución de amor von Maná

Bestes traditionelles Tropical-Latinalbum (Best Traditional Tropical Latin Album):
- El arte del sabor vom Bebo Valdés Trio mit Israel 'Cachao' López & Carlos 'Patato' Valdés

Bestes Salsa-Album (Best Salsa Album):
- La negra tiene tumbao von Celia Cruz

Bestes Merengue-Album (Best Merengue Album):
- Latino von Grupo Manía

Bestes mexikanisches / mexikanisch-amerikanisches Album (Best Mexican / Mexican-American Album):
- Lo dijo el corazón von Joan Sebastian

Bestes Tejano-Album (Best Tejano Album):
- Acuérdate von Emilio Navaira

## Blues
Bestes traditionelles Blues-Album (Best Traditional Blues Album):
- A Christmas Celebration Of Hope von B. B. King

Bestes zeitgenössisches Blues-Album (Best Contemporary Blues Album):
- Don't Give Up On Me von Solomon Burke

## Folk
Bestes traditionelles Folkalbum (Best Traditional Folk Album):
- Legacy von David Holt & Doc Watson

Bestes zeitgenössisches Folkalbum (Best Contemporary Folk Album):
- This Side von Nickel Creek

Bestes Album mit indianischer Musik (Best Native American Music Album):
- Beneath The Raven Moon von Mary Youngblood

## Reggae
Bestes Reggae-Album (Best Reggae Album):
- Jamaican E. T. von Lee 'Scratch' Perry

## Weltmusik
Bestes Weltmusikalbum (Best World Music Album):
- Mundo von Rubén Blades

## Polka
Bestes Polkaalbum (Best Polka Album):
- Top Of The World von Jimmy Sturr

## Für Kinder
Bestes Musikalbum für Kinder (Best Musical Album For Children):
- Monsters, Inc. – Scream Factory Favorites von den Riders in the Sky

Bestes gesprochenes Album für Kinder (Best Spoken Word Album For Children):
- There Was An Old Lady Who Swallowd A Fly von Tom Chapin

## Sprache
Bestes gesprochenes Album (Best Spoken Word Album):
- A Song Flung Up To Heaven – Maya Angelou

## Musical Show
Bestes Musical-Show-Album (Best Musical Show Album):
- Hairspray der originalen Broadway-Darsteller (Produzent und Komponist: Marc Shaiman; Text: Marc Shaiman, Scott Wittman)

## Film / Fernsehen / visuelle Medien
Bestes zusammengestelltes Soundtrackalbum für Film, Fernsehen oder visuelle Medien (Best Compilation Soundtrack Album For Motion Picture, Television Or Other Visual Media):
- Standing In The Shadows Of Motown von den Funk Brothers und Anderen

Bestes komponiertes Soundtrackalbum für Film, Fernsehen oder visuelle Medien (Best Score Soundtrack Album For Motion Picture, Television Or Other Visual Media):
- Der Herr der Ringe: Die Gefährten (Komponist: Howard Shore)

Bester Song geschrieben für Film, Fernsehen oder visuelle Medien (Best Song Written For Motion Picture, Television Or Other Visual Media):
- "If I Didn't Have You" aus dem Film "Die Monster AG" (Autor: Randy Newman)

## Komposition / Arrangement
Beste Instrumentalkomposition (Best Instrumental Composition):
- "Six Feet Under Title Theme" (Komponist: Thomas Newman)

Bestes Instrumentalarrangement (Best Instrumental Arrangement):
- "Six Feet Under Title Theme" (Arrangeur: Thomas Newman)

Bestes Instrumentalarrangement mit Gesangsbegleitung (Best Instrumental Arrangement Accompanying Vocalist(s)):
- "Mean Old Man" von James Taylor (Arrangeure: Dave Grusin)

## Packages und Album-Begleittexte
Bestes Aufnahme-Paket (Best Recording Package):
- Home von den Dixie Chicks

Beste Box oder limitierte Spezialausgabe (Best Boxed Or Special Limited Edition Package):
- Screamin' And Hollerin' The Blues: The Worlds Of Charley Patton von Charley Patton

Bester Album-Begleittext (Best Album Notes):
- Screamin' And Hollerin' The Blues: The Worlds Of Charley Patton von Charley Patton (Verfasser: David H. Evans Jr.)

## Historische Aufnahmen
Bestes historisches Album (Best Historical Album):
- Screamin' And Hollerin' The Blues: The Worlds Of Charley Patton von Charley Patton (Produzent: Dean Blackwood, Revenant Records; Techniker: David Glasser, Christopher King, Matt Sandoski)

## Klassische Musik
Bestes Klassik-Album (Best Classical Album):
- Vaughan Williams: A Sea Symphony (Sym. No. 1) vom Atlanta Symphony Orchestra & Chorus unter Leitung von Robert Spano

Beste Orchesterdarbietung (Best Orchestral Performance):
- Mahler: Symphonie Nr. 6 des San Francisco Symphony Orchestra unter Leitung von Michael Tilson Thomas

Beste Opernaufnahme (Best Opera Recording):
- Wagner: Tannhäuser vom Orchester der Deutschen Staatsoper Berlin unter Leitung von Daniel Barenboim, Ton: Eberhard Sengpiel, Tobias Lehmann

Beste Chordarbietung (Best Choral Performance):
- Vaughan Williams: A Sea Symphony (Sym. No. 1) vom Atlanta Symphony Orchestra & Chorus unter Leitung von Robert Spano (Techniker: Michael J. Bishop)

Beste Soloinstrument-Darbietung mit Orchester (Best Instrumental Soloist(s) Performance with Orchestra):
- Brahms/Strawinski: Violinkonzerte von Hilary Hahn und der Academy of St. Martin in the Fields unter Leitung von Neville Marriner

Beste Soloinstrument-Darbietung ohne Orchester (Best Instrumental Soloist(s) Performance without Orchestra):
- Chopin: Études, Op. 10 und Op. 25 von Murray Perahia

Beste Kammermusik-Darbietung (Best Chamber Music Performance):
- Beethoven: String Quartets vom Takács Quartet

Beste Darbietung eines Kleinensembles (Best Small Ensemble Performance):
- Tavener: Lamentations And Praises von Chanticleer und der Händel & Haydn Society Of Boston unter Leitung von Joseph Jennings

Beste klassische Gesangsdarbietung (Best Classical Vocal Performance):
- Bel Canto (Bellini, Donizetti, Rossini etc.) von Renée Fleming und dem Coro del Maggio Musicale Fiorentino unter Leitung von Patrick Summers

Beste zeitgenössische klassische Komposition (Best Classical Contemporary Composition):
- Lamentations And Praises von Chanticleer und der Händel & Haydn Society Of Boston unter Leitung von Joseph Jennings (Komponist: John Taverner)

Bestes klassisches Crossover-Album (Best Classical Crossover Album):
- Previn Conducts Korngold (Sea Hawk, Captain Blood etc.) des London Symphony Orchestra unter Leitung von André Previn

## Musikvideo
Bestes Musik-Kurzvideo (Best Short Form Music Video):
- "Without Me" von Eminem

Bestes Musik-Langvideo (Best Long Form Music Video):
- Westway To The World von The Clash

## Special Merit Awards

### Grammy Lifetime Achievement Award
- Etta James
- Johnny Mathis
- Glenn Miller
- Tito Puente
- Simon & Garfunkel

Trustees Award
- Alan Lomax
- New York Philharmonic